# Nabunturan

Bản đồ của Compostela Valley với vị trí của Nabunturan

Nabunturan là một đô thị hạng 2 ở tỉnh Compostela Valley, Philippines. Đây là thủ phủ của Compostela Valley. Theo điều tra dân số năm 2000, đô thị này có dân số 60.543 người trong 12.930 hộ. 

## Các đơn vị hành chính
Nabunturan được chia thành 28 barangay.
| - Anislagan - Antequera - Basak - Cabacungan - Cabidianan - Katipunan - Libasan - Linda - Magading - Magsaysay - Mainit - Manat - Matilo - Mipangi | - New Dauis - New Sibonga - Ogao - Pangutosan - Poblacion - San Isidro - San Roque - San Vicente - Santa Maria - Santo Niño (Kao) - Sasa - Tagnocon - Bayabas - Bukal |